# Canton électoral de Rhode-Saint-Genèse
Le Canton de Rhode-Saint-Genèse est un canton électoral de la province belge du Brabant flamand et de l'arrondissement de Hal-Vilvorde depuis 2014 à la suite de la scission de BHV. Il diffère des autres cantons électoraux du Brabant flamand car il ne comprend que des communes dotées de facilités et il est possible de voter pour les élections européennes sur les listes du collège électoral francophone et pour les élections fédérales sur les listes de la circonscription électorale de Bruxelles-Capitale.
Le canton de Rhode-Saint-Genèse est situé dans le district provincial de Hal-Vilvorde, l'arrondissement électoral de Hal-Vilvorde et la circonscription électorale du Brabant flamand. Il comprend les six communes dotées de facilités de la périphérie bruxelloise :
- Drogenbos
- Crainhem
- Linkebeek
- Rhode-Saint-Genèse
- Wemmel
- Wezembeek-Oppem

## Structure
| Rhode-Saint-Genèse             | Rhode-Saint-Genèse             | Supranational                                               | nationale                                                                   | nationale                          | Communauté                         | Région                             | Province                           | Arrondissement     | District           | Canton             | commune                                                                         |
| ------------------------------ | ------------------------------ | ----------------------------------------------------------- | --------------------------------------------------------------------------- | ---------------------------------- | ---------------------------------- | ---------------------------------- | ---------------------------------- | ------------------ | ------------------ | ------------------ | ------------------------------------------------------------------------------- |
| Administratif                  | Niveau                         | Union européenne                                            | Belgique                                                                    | Belgique                           | Région flamande                    | Région flamande                    | Province du Brabant flamand        | Hal-Vilvorde       | Hal-Vilvorde       | Hal-Vilvorde       | Drogenbos, Kraainem , Linkebeek, Rhode-Saint-Genèse , Wemmel et Wezembeek-Oppem |
| Administratif                  | Planche                        | Commission européenne                                       | Gouvernement belge                                                          | Gouvernement belge                 | Gouvernement flamand               | Gouvernement flamand               | Députation                         | Députation         | Députation         | Députation         | Administration municipale                                                       |
| Administratif                  | Conseil                        | Parlement européen                                          | Chambre des représentants                                                   | Parlement flamand                  | Parlement flamand                  | Parlement flamand                  | Conseil provincial                 | Conseil provincial | Conseil provincial | Conseil provincial | Conseil communal                                                                |
| Description de la numérotation | Description de la numérotation | Collège électoral néerlandais ou collège électoral français | Circonscription du Brabant flamand ou circonscription de Bruxelles-Capitale | Circonscription du Brabant flamand | Circonscription du Brabant flamand | Circonscription du Brabant flamand | Circonscription du Brabant flamand | Hal-Vilvorde       | Hal-Vilvorde       | Rhode-Saint-Genèse | Drogenbos, Kraainem , Linkebeek, Rhode-Saint-Genèse , Wemmel et Wezembeek-Oppem |
| Élection                       | Élection                       | européenne                                                  | Fédérale                                                                    | Fédérale                           | flamande                           | flamande                           | provinciale                        | provinciale        | provinciale        | provinciale        | ommunale                                                                        |